# Karel Kachyňa
Karel Kachyňa född 1 maj 1924 i Vyškov i Tjeckoslovakien, död 12 mars 2004 i Říčany i Tjeckien, var en tjeckisk filmregissör och manusförfattare. Hans karriär sträckte sig över fem decennier. 
Kachyňas far var en regeringstjänsteman och hans mor konstlärare. Efter att ha tillbringat de första fyra åren av sitt liv i Vyškov flyttade han med sin familj till Dačice och sedan till Kroměříž. Kachyňa studerade vid Baťa School of Art i Zlín. Efter kriget kunde han avsluta gymnasiet och arbeta med reklamfilmer i Baťa filmstudior i Zlín. Kachyňa antogs sedan vid den nygrundade film- och TV-skolan vid Filmakademin i Prag, för att studera film och regi. Hans studiekamrater var Vojtěch Jasný, Zdeněk Podskalský och Antonín Kachlík.
Efter examen regisserade han socialistiska propagandadokumentärer med Jasný. Under hela 1950-talet arbetade de båda för Czechoslovak Army Film. 1952 reste de till Kina med Art Ensemble of the Czechoslovak People's Army och gjorde tre dokumentärer om landet. Kachyňa gjorde sina mest hyllade filmer med  manusförfattaren Jan Procházka under en relativt fri period på 1960-talet. Efter Warszawapaktens invasion av Tjeckoslovakien och i efterföljande normaliseringsperiod förbjöds hans politiskt kritiska filmer, Länge leve Republiken! , 
Coach to Vienna, Nunnans natt och Örat.
Kachyňa fick sparken från sitt lärarjobb på FAMU, efter att filmen Uninvited Guest, tolkades som kritik av den sovjetiska invasionen. Från 1970-talet regisserade han mestadels historiska filmer fokuserade på vanliga människors liv och barnfilmer. Efter sammetsrevolutionen återanställdes han på FAMU, och fortsatte att undervisa där tills han gick i pension.